# Discocalyx leytensis
Discocalyx leytensis är en viveväxtart som beskrevs av Elmer Drew Merrill. Discocalyx leytensis ingår i släktet Discocalyx och familjen viveväxter. Inga underarter finns listade i Catalogue of Life.